# Alareak Island
Alareak Island – niezamieszkana wyspa w Cieśninie Hudsona, w Archipelagu Arktycznym, w regionie Qikiqtaaluk, na terytorium Nunavut, w Kanadzie. W pobliżu Alareak Island położone są wyspy: Ooglukjuak Island (7,2 km), Putaguk Island (7,6 km), Honting Island (8,4 km), Blades Island (8,5 km), Luke Island (8,5 km) i Innuksuk Island (8,8 km).